# پتروفکا (بالیکلینسکی، شهرستان فیودوروفسکی، باشقیرستان)
پتروفکا (انگلیسی: Petrovka, Balyklinsky Selsoviet, Fyodorovsky District, Republic of Bashkortostan) یک شهرک در شهرستان فیودوروفسکی استان باشقیرستان کشور روسیه است.